# St. Elisabeth (Wülfingerode)

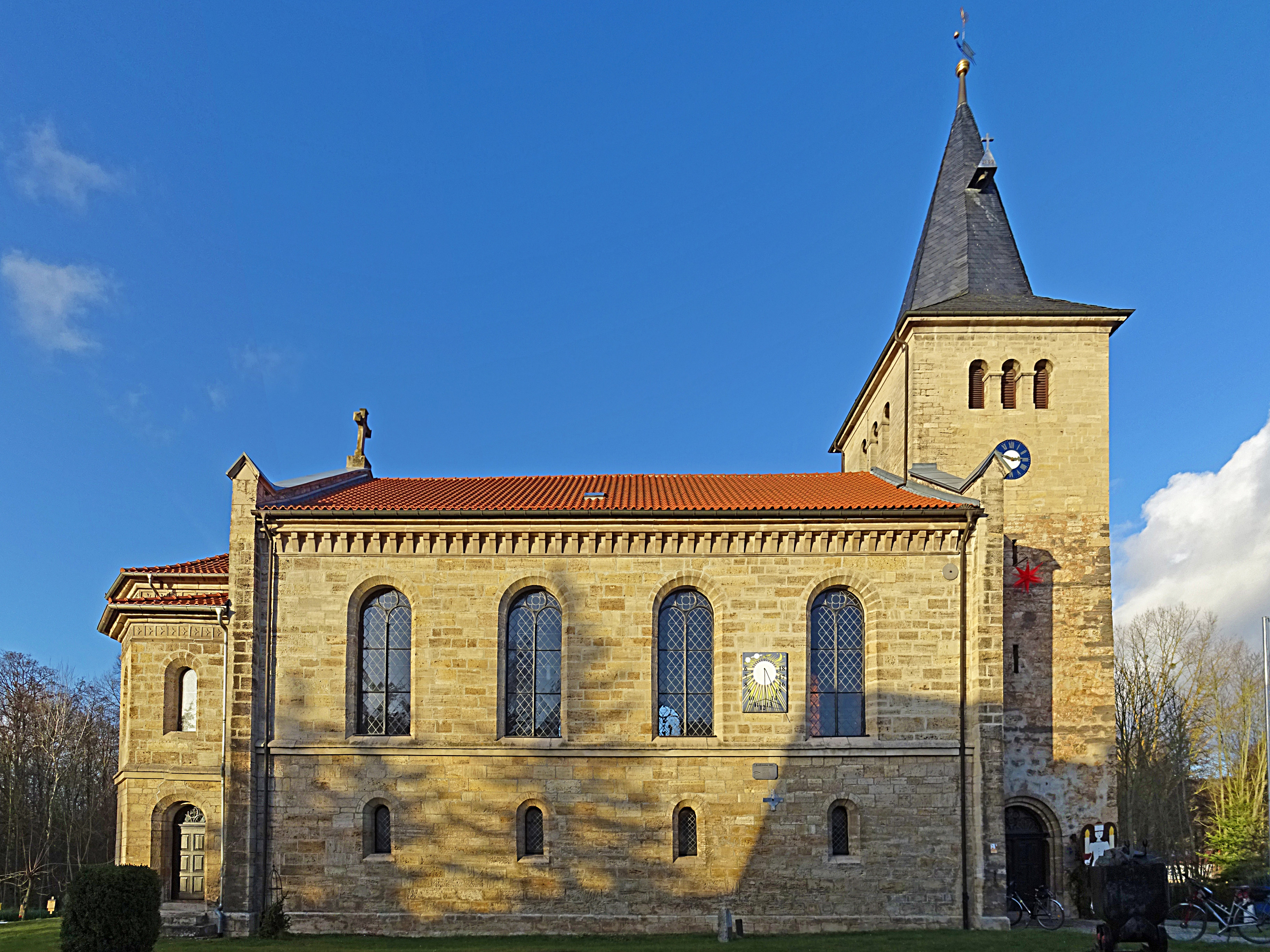
St. Elisabeth

Die denkmalgeschützte Kirche evangelisch-lutherische St. Elisabeth steht in Wülfingerode, einem Ortsteil der Gemeinde Sollstedt im Landkreis Nordhausen in Thüringen. Die Kirchengemeinde Wülfingerode gehört zum Pfarrbereich Sollstedt im Kirchenkreis Südharz der Evangelischen Kirche in Mitteldeutschland.

## Beschreibung
Die neuromanische Saalkirche aus Natursteinmauerwerk wurde 1858 erbaut. Im Westen befindet sich der eingezogene Chor mit polygonalem Abschluss und polygonalen Nebenchören. Im Osten steht der Kirchturm auf quadratischem Grundriss. Die unteren Teile stammen vom Vorgängerbau, sein oberstes Geschoss hat Triforien als Klangarkaden. Darauf sitzt ein achtseitiger, spitzer, schiefergedeckter Helm. Auf der Südfassade des Kirchenschiffs befindet sich eine Sonnenuhr.

## Ausstattung
Der vergoldete, kupferne Sarkophag des Rittmeisters Hans von Bodenhausen, der mit Inschriften und Wappen versehen ist, stammt von 1684.

## Orgel
Die Orgel wurde 1858 von dem Orgelbauer Gottlieb Knauf aus Bleicherode erbaut. Das Instrument ist fast vollständig original erhalten und wurde zuletzt im Jahr 2011 von Orgelbau Reinhard Hüfken aus Halberstadt saniert. Es hat 16 Register auf zwei Manualen und Pedal in folgender Disposition:
| I Hauptwerk C–d3 |                    |     |
| 1.               | Quintatön          | 16′ |
| 2.               | Principal          | 8′  |
| 3.               | Hohlflöte          | 8′  |
| 4.               | Viola di Gambe     | 8′  |
| 5.               | Bordun             | 8′  |
| 6.               | Octave             | 4'  |
| 7.               | Octave             | 2′  |
| 8.               | Cornet III (ab g0) |     |
| 9.               | Mixtur III         |     |

| II Oberwerk C–d3 |                                    |    |
| 10.              | Geigenprincipal                    | 8′ |
| 11.              | Lieblich Gedact                    | 8′ |
| 12.              | Viol d’amore (2011 rekonstruiert)0 | 4′ |
| 13.              | Flauto traversa                    | 4′ |

| Pedal C–d1 |            |     |
| 14.        | Violonbaß0 | 16′ |
| 15.        | Subbaß     | 16′ |
| 16.        | Octavbaß   | 8′  |

- Koppeln: Manualcoppel (II/I), Pedalcoppel (I/P)
- Spielhilfen: Calcantenzug, Windablaß